# Alain Balaguer
Pour les articles homonymes, voir Balaguer (homonymie).
 (décembre 2023).
Si vous disposez d'ouvrages ou d'articles de référence ou si vous connaissez des sites web de qualité traitant du thème abordé ici, merci de compléter l'article en donnant les références utiles à sa vérifiabilité et en les liant à la section « Notes et références ».
Alain Balaguer (né [Quand ?] [Où ?]) est un ancien footballeur français ayant évolué au poste de milieu de terrain à la fin des années 1950.

## Biographie
Il porte les couleurs rouges de l'US Valenciennes Anzin entre 1957 et 1961, et termine sa carrière au Hyères Football Club en faisant aussi les beaux jours de La Voulte Valence, finaliste du championnat amateur, battu par Monaco en 1961.[réf. nécessaire]

## Palmarès
- Finaliste de la Coupe Charles Drago en 1959 avec l'US Valenciennes Anzin